# Gerrit Jannink (politicus)
Gerrit Jannink (Enschede, 25 juli 1865 – 's-Gravenhage, 5 april 1942) was een liberaal afgevaardigde en advocaat.

## Levensloop
Gerrit Jannink was een zoon van de textielfabrikant Benjamin Jannink (Jannink en Ter Kuile) en diens tweede echtgenote Antonia Jeanette Reerink en had twee zussen, een broer en een halfzus. De familie Jannink was nauw gelieerd aan de families Ter Kuile en Van Heek, eveneens textielfabrikanten in Twente. Na het gymnasium in Arnhem ging Jannink rechtsgeleerdheid studeren aan de Rijksuniversiteit Leiden, waar hij in 1890 promoveerde op een proefschrift. Vervolgens werd hij advocaat, eerst in Amsterdam, vervolgens in Almelo. Jannink trouwde in 1892 met Amelia Tutertien (1865-1939). Het paar bleef kinderloos.
Van 1895 tot 1907 was hij daarnaast lid van de Provinciale Staten van Overijssel en vanaf 1896 was hij tevens gedeputeerde. Van 1903 tot 1904 was hij voorzitter van de Vereeniging van Nederlandsche Werkgevers en van 1905 tot 1918 was hij lid van de Tweede Kamer der Staten-Generaal. Daar behoorde hij tot de Liberale Unie en was hij enige jaren secretaris van de LU-Kamerclub. Hij hield zich vooral bezig met volksgezondheid, maar ook met justitie, arbeid en zaken die specifiek over zijn district gingen.
Tijdens zijn Kamerlidmaatschap was hij lid van de Staatscommissie-Treub (werkloosheid), Staatscommissie-Bos (drinkwatervoorziening) en Staatscommissie-Limburg (ouderlijke macht). Vervolgens was hij ondervoorzitter en voorzitter van de Centrale Commissie voor de Drinkwatervoorziening. Na zijn vertrek uit de Kamer, hij stelde zich in 1918 geen kandidaat meer, werd Jannink per 1 januari 1919 benoemd tot plaatsvervangend lid van de Centrale Raad van Beroep.